# Municipio de Albertha
El municipio de Albertha (en inglés: Albertha Township) es un municipio ubicado en el condado de Dickey en el estado estadounidense de Dakota del Norte. En el año 2010 tenía una población de 23 habitantes y una densidad poblacional de 0,25 personas por km².

## Geografía
El municipio de Albertha se encuentra ubicado en las coordenadas 45°58′56″N 98°55′19″O / 45.98222, -98.92194. Según la Oficina del Censo de los Estados Unidos, el municipio tiene una superficie total de 93.2 km², de la cual 87,19 km² corresponden a tierra firme y (6,44 %) 6,01 km² es agua.

## Demografía
Según el censo de 2010, había 23 personas residiendo en el municipio de Albertha. La densidad de población era de 0,25 hab./km². De los 23 habitantes, el municipio de Albertha estaba compuesto por el 100 % blancos. Del total de la población el 0 % eran hispanos o latinos de cualquier raza.